# 492 до н. е.

## Події
- літо 492 — Під командуванням Мардонія перси здійснюють сухопутно-морський похід вздовж фракійського берега на Балканську Грецію. Біля Афонського мису флот потрапив у шторм, який його знищив. Мардоній був змушений повернутися назад. Його відсторонили від командування, а його наступником стали лідієць Артаферн і мідієць Датіс.
- 492 — Фіви, Аргос і Егіна визнають владу персів.

### Китай
- 3-ій рік ери правління луського князя Ай-гуна[1].
- В Чжоу пересохла річка Ло[2].

## Померли
- Клісфен Афінський — давньогрецький політичний діяч.
- Туллія Молодша